# Џејми Хислип
Џејми Хислип (енгл. Jamie Heaslip; 15. децембар 1983) је професионални рагбиста, искусни репрезентативац Ирске и капитен троструког шампиона Европе Ленстера.

## Биографија
Висок 193 цм, тежак 110 кг, Хислип игра на позицији број 8 - чеп (енгл. Number 8) и један је од најбољих у Европи на овој позицији. Рођен је Израелу, где је његов отац радио као војник, а онда је отишао у Ирску. Од почетка професионалне каријере Хислип није мењао тимове, за Ленстер рагби одиграо је 201 меч и постигао 36 есеја. Са Ленстером је освојио све што је могао да освоји Куп европских шампиона у рагбију, Куп европских изазивача у рагбију и Про 12. За ирску репрезентацију је одиграо 77 тест мечева и постигао 10 есеја, а такође је одиграо и 5 тест мечева за екипу Британски и ирски лавови. Хислип је са Ирском освајао Куп шест нација, а са лавовима је победио на турнеји 2013. по Аустралији.